# Cemitério Israelita de Vila Rosali

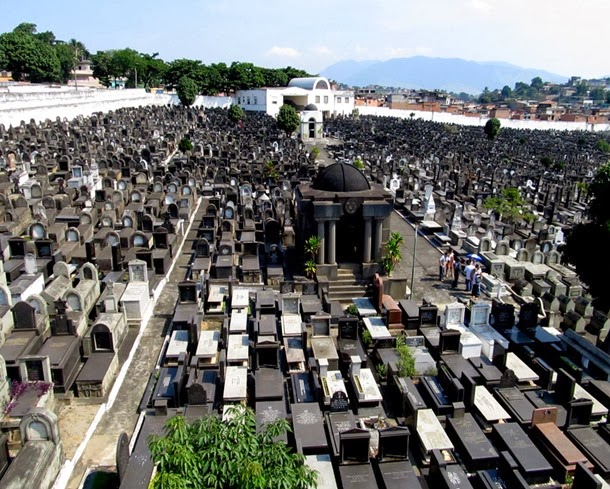
Vista geral do Cemitério Israelita de Vila Rosali (Velho).

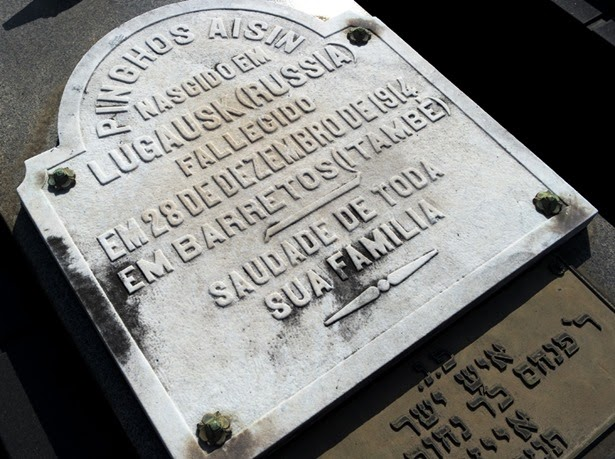
Lápide de um dos primeiros túmulos do cemitério.

O Cemitério Israelita de Vila Rosali é uma das principais necrópoles destinadas ao sepultamento de membros da comunidade judaica do Rio de Janeiro. Foi fundado em outubro de 1920, quando a Chevra Kadisha, entidade que cuida dos funerais judaicos, adquiriu um terreno junto à linha férrea, no atual município de São João de Meriti.
Na década de 1960, o cemitério ganhou um anexo, em terreno situado bem próximo ao cemitério antigo. Ambos os espaços, chamados respectivamente de "Velho" e "Novo", se encontram superlotados, sendo raros os sepultamentos nos dias atuais.
No "Cemitério Velho" se encontra o mais antigo Memorial do Holocausto das Américas. Em uma urna, em seu interior, se encontram barras de sabão resgatadas de campos de extermínio, supostamente confeccionadas com a gordura corporal de prisioneiros.

## Sepultados famosos
- Adolpho Bloch - empresário
- Aleksander Henryk Laks - escritor
- Henrique Morelenbaum - Maestro
- Jaime Barcelos - Ator
- Moisés Weltman - Escritor e autor de televisão